# Gudok
Gudok (ryska: гудок, Gudok) är ett fornryskt stränginstrument oftast med 3 strängar.